# Александро-Афонский монастырь
Александро-Афонский монастырь, также Александро-Афонская Зеленчукская пустынь — прекративший деятельность мужской монастырь Русской православной церкви, располагавшийся в ущелье реки Большой Зеленчук в Карачаево-Черкесии на территории Нижне-Архызского городища.

## Основание
Пустынь была учреждена 18 октября 1889 года по решению Святейшего правительствующего синода. Она расположилась в Кубанской области, в сланцевых горах в 20 верстах к югу от станицы Зеленчукской. Название местности неподалёку от монастыря, известной как Маджар-оуне, связано с золотоордынским городом Маджаром.
Средний Зеленчукский храм, построенный в X веке, стал соборным храмом монастыря. При этом при его восстановлении были уничтожены сохранившиеся византийские фрески.
По синодальному указанию, при монашеской обители была организована также богадельня на 10 солдат-ветеранов и иконописная школа для детей духовенства Ставропольской епархии.
Монастырь имел приписной скит с храмом в честь Покрова Пресвятой Богородицы, в котором был придел, посвященный новгородскому блаженному Николаю Кочанову. Он находился неподалёку от станции Владикавказской железной дороги Гулькевичи.
Обитель управлялась игуменом, и был заштатным и общежительнымː то есть насельники обеспечивались всем необходимым за счет монастыря. Штат обители в 1889 году состоял из 4 иеромонахов, 1 иеродиакона, 6 монахов и 25 послушников, а также от 30 до 150 мастеров и чернорабочих.
Помимо Среднего храма, ему были переданы ещё пять древних церквей, три из которых сохранились в пределах двух верст от монастыря, а две располагались на левых берегах Кубани и Теберды у укрепления Хумаринского и аула Сенты. К началу XX века три из монастырских церквей были освящены зановоː в 1889 году в честь святого благоверного князя Александра Невского освятили Средний храм, в 1899 году — ещё один, в честь Святой Троицы. В честь Георгия Победоносца 22 апреля 1895 года после реставрации был освящен Шоанинский храм XI века, при котором существовал монастырский Георгиевский скит.
В монастыре хранились Гербовецкая икона Божией Матери — подаренный благотворителем список с чудотворной иконы, находившейся в Москве в церкви Успения Богоматери на Лубянке (уничтожен в 1935 году). Частицы мощей святого Георгия и мученицы Марии Антиохийской, хранившиеся в монастыре, принесли с Афона основавшие монастырь иноки.

### Настоятели
Первым настоятелем и строителем монастыря с 1887 по 1903 годы был игумен Серафим (Титов). После его перевода в Ростовский Борисоглебский монастырь пустынь по решению Синода возглавил в августе 1903 года архимандрит Ефрем. В 1905 году его сменил иеромонах Зосима (Колтуков), управлявший до 1913 года. Последним настоятелем был иеромонах Феофил (Чередниченко).

## Закрытие монастыря
После 1918 года монастырь был закрыт. В 1930-е годы в монастырских постройках была размещена детская колония, затем — интернат для сирот. Колокольня и часть монастырских, построенных братией, стен были разрушены в годы Великой Отечественной войны.
Бывшая монастырская территория со всеми сохранившимися постройками и охраняемым законом архитектурно-археологическим комплексом в 1970-е годы была передана на правах филиала Карачаево-Черкесскому музею краеведения. В Южном Зеленчукском храме, переданном Ставропольской и Владикавказской епархии Русской православной церкви и освященном во имя пророка Илии, возобновлены богослужения.